# Боголюбов, Николай Николаевич
Никола́й Никола́евич Боголю́бов (8 [21] августа 1909, Нижний Новгород — 13 февраля 1992, Москва) —  советский физик-теоретик и математик, академик Российской академии наук (c 1991); академик Академии наук СССР (1953), РАН (1991) и АН УССР (1948), основатель научных школ по нелинейной механике и теоретической физике. Дважды Герой Социалистического Труда (1969, 1979).
Директор лаборатории теоретической физики Объединённого института ядерных исследований (ОИЯИ) в Дубне (с 1956), директор ОИЯИ (1965—1988 год), директор МИАНа (1983—1988), заведующий кафедрой квантовой статистики и теории поля физического факультета МГУ (1966—1992).

## Биография
Николай Боголюбов родился в 1909 году в Нижнем Новгороде в семье преподавателя богословия, философии и психологии, духовного писателя и протоиерея Русской православной церкви Николая Михайловича Боголюбова (1872—1934). Мать будущего учёного, Ольга Николаевна, урождённая Люминарская, окончила Нижегородское отделение Московской консерватории по классу рояля и работала в Нижнем Новгороде преподавательницей музыки. В семье три сына: Николай Николаевич Боголюбов (старший), Алексей Николаевич Боголюбов (1911—2004) — математик, историк науки, член-корреспондент Национальной Академии наук Украины, Михаил Николаевич Боголюбов (1918—2010) — языковед, академик РАН.
Отец начал учить Н. Н. Боголюбова чтению и письму с четырёхлетнего возраста, а с пяти лет — немецкому языку, затем французскому и английскому.
В 1913 году семья переехала в Киев, где Боголюбов-старший занял должность профессора богословия Университета Св. Владимира. В годы Гражданской войны отец потерял работу и семья переехала в деревню. После завершения семилетки Боголюбов получил аттестат о её окончании.
Образованием Боголюбова занимался его отец. Николай самостоятельно занимался математикой и физикой. К середине 1922 года его знания по математике и физике были сравнимы с полным университетским курсом. Обнаружив у сына талант и тягу к физико-математическим наукам, отец брал для него книги в университетской библиотеке, а затем отец отвёл его в Киевский университет, где он стал принимать участие в научных семинарах. Его учителями стали академики Д. А. Граве и Н. М. Крылов. В 14 лет Боголюбов стал участником научного семинара Д. А. Граве в Киевском университете, в 1924 году в соавторстве со своим учителем и наставником Н. М. Крыловым написал первую научную работу.
В 1925 году, когда Боголюбову было 16 лет, малый президиум Укрглавнауки принял решение: «Ввиду феноменальных способностей по математике, считать Боголюбова на положении аспиранта научно-исследовательской кафедры математики в Киеве». Его научным руководителем стал Н. М. Крылов.
В 19 лет защитил диссертацию на тему «Применение прямых методов вариационного исчисления к исследованию нерегулярных случаев простейшей задачи». За опубликованные результаты этой работы Боголюбов был удостоен премии Академии наук Болоньи. В 1936 году по представлению Н. М. Крылова и Д. А. Граве был удостоен АН УССР учёной степени доктора математики без защиты диссертации («honoris causa»).
В 1934—1959 годах работал в Киевском университете (с 1936 года — профессор, в 1936—1941 и 1944—1950 гг. — заведующий кафедрой математической физики).
С 1943 года — профессор кафедры теоретической физики физического факультета МГУ, где им начаты исследования фундаментальных вопросов статистической и квантовой физики. В работах последних военных и первых послевоенных лет им были получены важнейшие результаты в классической и статистической механике. В 1946 году Боголюбов дал математическое обоснование микроскопической теории сверхтекучести. За работы, опубликованные в 1945 и 1946 годах, был удостоен Сталинской премии.
В 1950 году начал работать в Математическом институте имени В. А. Стеклова.
С 1950 по 1953 годы возглавлял в Арзамасе-16 математический отдел.
С 1956 года также работал в Объединённом институте ядерных исследований (ОИЯИ); с 1956-го по 1965-й год — директором Лаборатории теоретической физики, с 1965 по 1988 год — директором ОИЯИ, с 1988 по 1992-й — почётным директором ОИЯИ.
В 1963 году был избран академиком-секретарём Отделения математики АН СССР (занимал этот пост по 1988).
В период 1965—1973 годов — директор Института теоретической физики АН Украины.
Будучи директором ОИЯИ, возглавлял также в 1983—88 МИАН.
В 1953 г. Боголюбов был избран заведующим кафедрой теоретической физики МГУ, в 1953—1965 гг. — заведующий кафедрой статистической физики и механики МГУ, организатор и заведующий кафедрой квантовой статистики и теории поля физического факультета МГУ с 1966 по 1992.
Был советником президиума РАН, главным редактором журнала «ФЭЧАЯ», членом редакционной коллегии журнала «Теоретическая и математическая физика».
Много времени и внимания уделял общественной деятельности. Избирался депутатом Совета Союза Верховного Совета СССР 7—11 созывов (1966—1984) от Московской области, был участником Пагуошского движения учёных за мир.
Как и многие математики-академики АН СССР, Н. Н. Боголюбов никогда не состоял в КПСС.
Был номинирован на Нобелевскую премию.

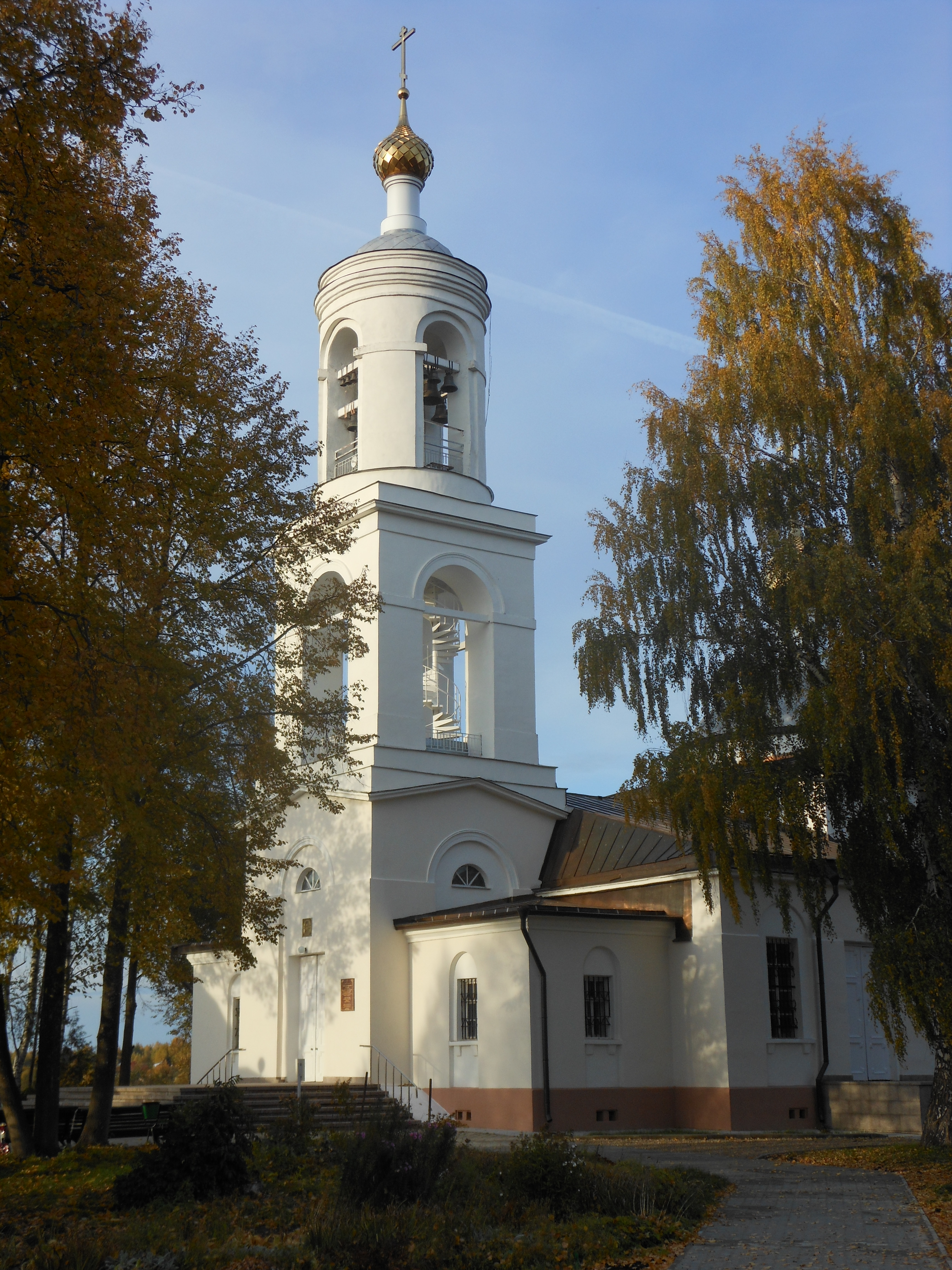
Храм Похвалы Пресвятой Богородицы на стрелке Волги и Дубны, восстановленный и переданный верующим усердием Николая Боголюбова

Был православным верующим. А. Н. Боголюбов писал: «Трудно охарактеризовать совокупность интересов Н. Н. Боголюбова, не имевших отношение к математике, физике, механике. Он был универсалом и, как заметил А. Д. Сахаров, знал очень многое… Вся совокупность его знаний была единым целым, и основу его философии составляла его глубокая религиозность (он говорил, что нерелигиозных физиков можно пересчитать на пальцах). Он был сыном православной церкви и всегда, когда ему позволяло время и здоровье, он ходил к вечерне и к обедне в ближайшую церковь».
Был одним из академиков АН СССР, подписавших в 1973 году письмо учёных в газету «Правда» с осуждением «поведения академика А. Д. Сахарова». В письме Сахаров обвинялся в том, что он «выступил с рядом заявлений, порочащих государственный строй, внешнюю и внутреннюю политику Советского Союза».
В середине 1989 года при поддержке Н. Н. Боголюбова верующим Дубны был передан храм Похвалы Пресвятой Богородицы, находившийся в собственности ОИЯИ.
Был женат (с 1937 года) на Евгении Александровне Пирашковой. В браке родились двое сыновей. Старший сын Николай — специалист в области математической физики и статистической механики, главный научный сотрудник Математического института имени В. А. Стеклова, член-корреспондент РАН. Младший сын Павел — физик-теоретик, доктор физико-математических наук, старший научный сотрудник, руководитель сектора в Лаборатории теоретической физики Объединённого института ядерных исследований.
Математиком и физиком-теоретиком стал и племянник Н. М. Боголюбов.

## Ученики
Галина Иосифовна Бирюк, Иосиф Ильич Гихман, Кирилл Петрович Гуров, Дмитрий Николаевич Зубарев, Владимир Георгиевич Кадышевский, Иридий Александрович Квасников, Юрий Львович Климонтович, Селим Григорьевич Крейн, Александр Михайлович Курбатов, Анатолий Алексеевич Логунов, Борис Валентинович Медведев, Юрий Алексеевич Митропольский, Владимир Петрович Павлов, Остап Степанович Парасюк, Михаил Константинович Поливанов, Борис Иосифович Садовников, Алексей Норайрович Сисакян, Борис Владимирович Струминский, Альберт Никифорович Тавхелидзе, Сергей Владимирович Тябликов, Виталий Петрович Шелест, Дмитрий Васильевич Ширков,  Анатолий Вадимович Свидзинский, Владимир Залманович Бланк, Дмитрий Алексеевич Славнов, Олег Иванович Завьялов, Борис Максимович Степанов, Самоил Михелевич Биленький, Лев Дмитриевич Соловьёв, Русас Востаникович Тевикян, Владимир Вениаминович Толмачёв, Виктор Леопольдович Бонч-Бруевич, Игорь Иванович Ольховский, Борис Исаакович Хацет, Вадим Георгиевич Соловьёв.

## Вклад в науку
Основные работы посвящены асимптотическим методам нелинейной механики, квантовой теории поля, статистической механике, вариационному исчислению, приближённым методам математического анализа, дифференциальных уравнений и уравнений математической физики, теории устойчивости, теории динамических систем и другим областям теоретической физики.

### Математика и нелинейная механика
- 1924—1932 Первые публикации Н. Н. Боголюбова были посвящены проблемам вариационного исчисления, методам приближённого решения дифференциальных уравнений и теории почти периодических функций. Развил прямые методы вариационного исчисления, дал новое построение теории Х. Бора равномерных почти периодических функций, обобщил теоремы о тригонометрической аппроксимации почти периодических функций.
- 1932—1943 Совместно с Н. М. Крыловым создал теорию нелинейных колебаний. Разработал методы асимптотического интегрирования нелинейных уравнений, описывающих различные колебательные процессы, и дал их математическое обоснование. Ряд исследований Боголюбова (выполненных также совместно с H. M. Крыловым) относится к теории динамических систем: здесь была создана т. н. теория инвариантной меры в динамических системах. Разработанные методы распространил на статистическую механику. Работы этого цикла были обобщены в монографиях H. M. Крылова и Н. Н. Боголюбова «Введение в нелинейную механику» (1937) и Н. Н. Боголюбова и Ю. А. Митропольского «Асимптотические методы в теории нелинейных колебаний» (1955).
- 1956 Доказал теорему «об острие клина» в теории функций многих комплексных переменных, играющую важную роль в аксиоматической квантовой теории поля.

### Статистическая механика (классическая и квантовая)
- 1945 Впервые высказал идею об иерархии времён релаксации, имеющую важное значение в статистической теории необратимых процессов.
- 1946 Разработал метод микроскопического вывода кинетических уравнений для классических систем на основе цепочки уравнений для многочастичных функций распределения (так называемой иерархии Боголюбова — Борна — Грина — Кирквуда — Ивона — цепочки ББГКИ)[paper 1].
- 1946 Обобщил вывод кинетических уравнений на случай квантовых систем с использованием квантовой цепочки ББГКИ (совм. с К. П. Гуровым)[paper 2].
- 1947 Вывел кинетические уравнения в теории сверхтекучести[paper 3].
- 1947—1948 Рассчитал спектр элементарных возбуждений слабо неидеального вырожденного бозе-газа. Показал, что его спектр имеет такие же свойства, как и спектр гелия II, что послужило основой создания теоретической модели для объяснения явления сверхтекучести гелия II.
- 1958 Разработал и применил для изучения сверхпроводящих и сверхтекучих систем вариационный принцип (метод Хартри — Фока — Боголюбова), обобщающий метод самосогласованного поля на случай учёта волновых функций пар частиц[paper 4].
- 1958 Создал последовательную микроскопическую теорию сверхпроводимости[paper 5][paper 6]. Показал, что сверхпроводимость можно рассматривать как сверхтекучесть электронного газа и разработал микроскопическую теорию сверхтекучести. Оригинальный метод Боголюбова в теории сверхпроводимости в курсах излагается вместе с теорией БКШ[34][35].
- 1958 Впервые указал на возможность сверхтекучести ядерной материи.
- 1963 Применил метод построения гидродинамических уравнений для построения гидродинамики сверхтекучей жидкости.

### Квантовая теория
- 1946 Разработал метод приближённого вторичного квантования для определения энергетического спектра слабовозбуждённых состояний квантовых систем.
- 1955 Построил новую теорию матриц рассеяния. Ввёл условие микропричинности S-матрицы в терминах вариационных производных[paper 7].
- 1955 Совместно с Д. В. Ширковым разработал метод ренормализационной группы[paper 8][paper 9].
- 1955 Совместно с О. С. Парасюком доказал теорему о вычитании расходимостей в квантовой теории поля[paper 10][paper 11][paper 12].
- 1965 Совместно с Б. В. Струминским и А. Н. Тавхелидзе[paper 13][paper 14] и независимо от Хан Мо Ён и Йоитиро Намбу предложил трёхтриплетную кварковую модель и ввёл новое квантовое число — цвет.
- Дал первое доказательство дисперсионных соотношений, имеющих важное значение в физике элементарных частиц.

Труды Н. Н. Боголюбова принадлежат к различным областям математики, математической физики, нелинейной механики, статистической физики и кинетики, теории сверхпроводимости, квантовой электродинамики, квантовой теории поля, теории элементарных частиц. В каждой из этих областей результаты, полученные учёным, являются фундаментальными.

## Награды

### Государственные награды
- Дважды Герой Социалистического Труда (13.03.1969; 20.08.1979)
- 6 орденов Ленина (19.09.1953; 20.08.1959; 29.04.1967; 13.03.1969; 17.09.1975; 20.08.1979)
- Орден Октябрьской Революции (20.08.1984)
- 2 ордена Трудового Красного Знамени (23.01.1948; 04.01.1954)
- 2 ордена «Знак Почёта» (01.10.1944; 04.11.1944)
- медали
- Сталинская премия первой степени (1947) — за научные работы в области статистической физики: «О некоторых статистических методах в области статистической физики» (1945, 1946)
- Сталинская премия второй степени (1953) — за расчетно-теоретические работы по изделию РДС-6с и РДС-5
- Ленинская премия (1958) — за разработку нового метода в КТП и статистической физике, приведшему, в частности, к обоснованию теории сверхтекучести и теории сверхпроводимости
- Государственная премия СССР (1984) — за цикл работ «Математические методы статистической механики» (1962—1975)

### Академические награды
- Лауреат премии имени М. В. Ломоносова (1957) — за работу «О новом методе в теории сверхпроводимости».
- Золотая медаль имени М. А. Лаврентьева (1983) — за работу «О стохастических процессах в динамических системах».
- Большая золотая медаль имени М. В. Ломоносова (1984) — за выдающиеся достижения в области математики и теоретической физики.
- Золотая медаль имени А. М. Ляпунова (1989) — за цикл работ по проблемам устойчивости, критическим явлениям и фазовым переходам в теории систем многих взаимодействующих частиц.

### Международные награды и премии
- Премия академии наук Болоньи (Италия, 1930)
- Премия имени Хайнемана в области математической физики Американского физического общества (1966)
- Золотая медаль имени Гельмгольца (АН ГДР, 1969)
- Орден Кирилла и Мефодия I степени (Болгария, 1969)
- Медаль имени Макса Планка (1973)
- Медаль Франклина США (1974)
- Золотая медаль «За заслуги перед наукой и человечеством» Словацкой АН (1975)
- Орден «За заслуги» II класса (Польша, 1977)
- Премия имени Карпинского ФРГ (1981)
- Медаль Дирака от Международного центра теоретической физики (1992, посмертно)

## Звания
- Доктор математики («honoris causa») (1936)
- Профессор Киевского университета (1936)
- Профессор МГУ с 1943 по 1992
- Член-корреспондент АН СССР (1946) — Отделение физико-математических наук (специализация «математическая физика»)
- Академик АН СССР (1953) — Отделение физико-математических наук (специализация «математика»)
- Иностранный почётный член Американской академии искусств и наук (1960)
- Иностранный член Болгарской АН (1961)
- Иностранный член Польской АН (1962)
- Иностранный член АН ГДР (1966)
- Иностранный член-корреспондент АН в Гейдельберге (ФРГ, 1968)
- Иностранный член Национальной академии наук США (1969)
- Иностранный член Венгерской АН (1979)
- Иностранный член Чехословацкой АН (1980)
- Иностранный член Монгольской АН (1983)
- Иностранный член Индийской национальной академии наук (INSA; 1983)

Н. Н. Боголюбов удостоен степени почётного доктора нескольких университетов мира:
- почётный доктор наук Аллахабадского университета (Индия, 1958)
- почётный доктор наук Берлинского университета им. А. Гумбольдта (1960)
- почётный доктор наук Чикагского университета (США, 1967)
- почётный доктор наук Туринского университета (Италия, 1969)
- почётный доктор наук Вроцлавского университета (1970)
- почётный доктор наук Бухарестского университета (Румыния, 1971)
- почётный доктор наук Хельсинкского университета (Финляндия, 1973)
- почётный доктор наук Варшавского университета (1977)

## Память

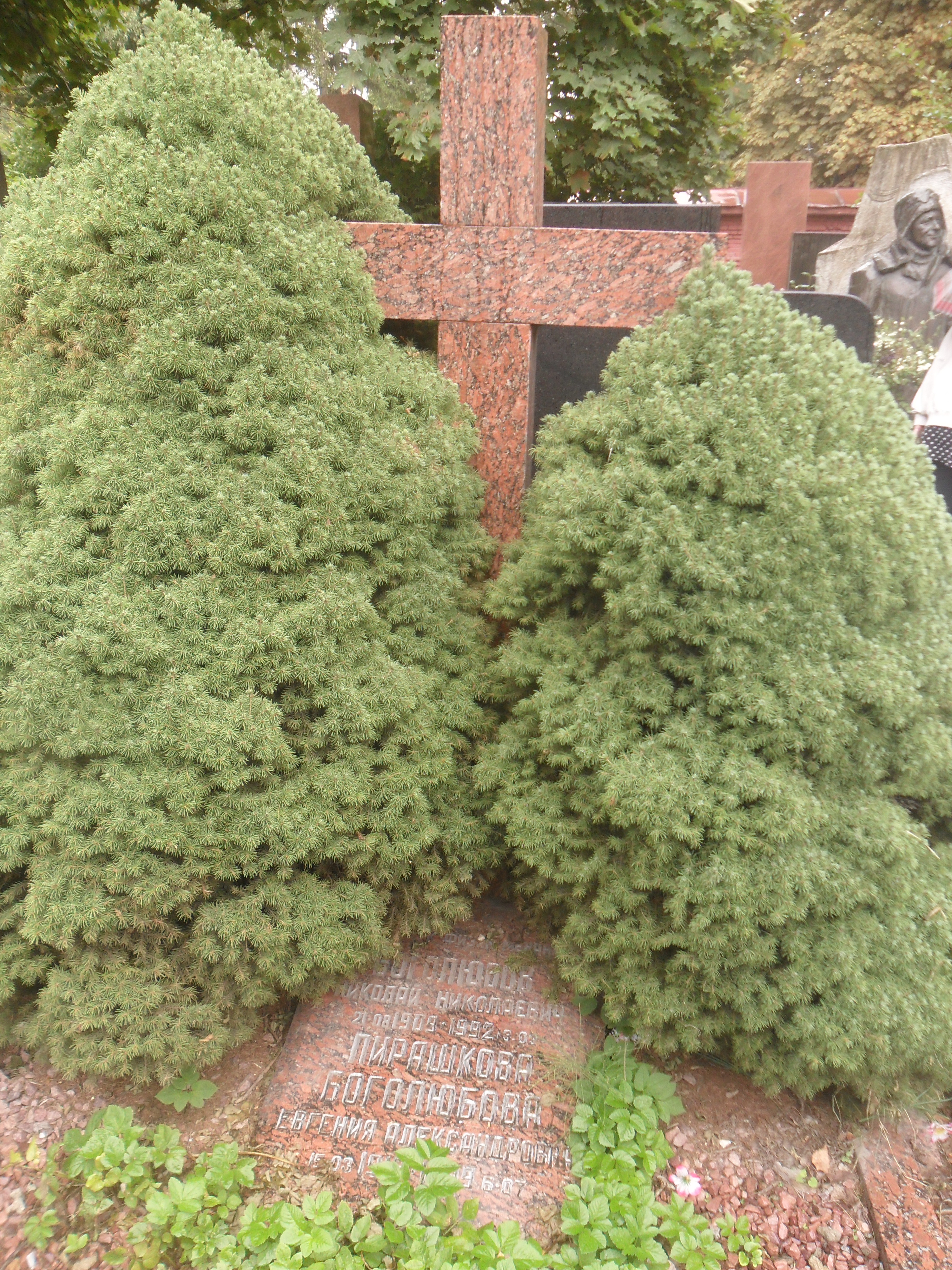
Могила Н. Н. Боголюбова на Новодевичьем кладбище Москвы

Мемориальная доска на здании физфака МГУ

- Институт теоретических проблем микромира имени Н. Н. Боголюбова МГУ им. М. В. Ломоносова (Москва)
- Институт теоретической физики имени Н. Н. Боголюбова НАН Украины (Киев, Украина)
- Лаборатория теоретической физики имени Н. Н. Боголюбова (ОИЯИ, Дубна)
- Премия имени Н. Н. Боголюбова (ОИЯИ)
- Премия имени Н. Н. Боголюбова (Национальная Академия Наук Украины)
- Премия имени Н. Н. Боголюбова для молодых учёных (ОИЯИ)
- Золотая медаль имени Н. Н. Боголюбова (Российская Академия наук)
- Бюст академика Н. Н. Боголюбова (Нижний Новгород)
- Бюст академика Н. Н. Боголюбова (Дубна)
- Проспект имени академика Н. Н. Боголюбова (Дубна)
- Гимназия № 8 имени академика Н. Н. Боголюбова (Дубна)
- Памятная доска у входа физического факультета МГУ (Москва)
- В честь Н. Н. Боголюбова названа малая планета (22616) Боголюбов, открытая 23 мая 1998 года[36].

Фильмы
- Документальный фильм к 100-летию Н. Н. Боголюбова[37]
- Д/ф из цикла «Рассекреченная история» (ВГТРК - Россия К, 2024)

## Основные работы

### Собрание трудов
Наиболее полное собрание научных трудов Н. Н. Боголюбова под общим названием «Николай Николаевич Боголюбов. Собрание научных трудов в 12 томах» вышло в издательстве «Наука» и включает следующие тома:
1. Математика и нелинейная механика. Т. 1. Математика, 1925—1990. — М.: Наука, 2005. — 776 с. — ISBN 5-02-034463-X, 978-5-02-034463-1.
2. Математика и нелинейная механика. Т. 2. Нелинейная механика, 1932—1940. / Н. Н. Боголюбов, Н. М. Крылов. — М.: Наука, 2005. — 828 с. — ISBN 5-02-034089-8.
3. Математика и нелинейная механика. Т. 3. Асимптотические методы в теории нелинейных колебаний / Н. Н. Боголюбов, Ю. А. Митропольский. — М.: Наука, 2005. — 605 с. — ISBN 5-02-033942-3.
4. Математика и нелинейная механика. Т. 4. Нелинейная механика, 1945—1974. — М.: Наука, 2006. — 432 с. — ISBN 5-02-034141-X, ISBN 978-5-02-034141-8.
5. Статистическая механика. Т. 5. Неравновесная статистическая механика, 1939—1980. — М.: Наука, 2006. — 804 с. — ISBN 5-02-034142-8.
6. Статистическая механика. Т. 6. Равновесная статистическая механика, 1945—1986. — М.: Наука, 2006. — 520 с. — ISBN 5-02-034143-6.
7. Статистическая механика. Т. 7. Введение в квантовую статистическую механику. Аспекты теории полярона / Н. Н. Боголюбов, Н. Н. Боголюбов (мл.) — М.: Наука, 2007. — 662 с. — ISBN 978-5-02-035724-2.
8. Статистическая механика. Т. 8. Теория неидеального Бозе-газа, сверхтекучести и сверхпроводимости, 1946—1992. — М.: Наука, 2007. — 642 с. — ISBN 5-02-034457-5.
9. Квантовая теория. Т. 9. Квантовая теория поля, 1949—1966. — М.: Наука, 2007. — 668 с. — ISBN 978-5-02-035722-8.
10. Квантовая теория. Т. 10. Введение в теорию квантовых полей / Н. Н. Боголюбов, Д. В. Ширков. — М.: Наука, 2008. — 736 с. — ISBN 978-5-02-035721-1.
11. Квантовая теория. Т. 11. Общие принципы квантовой теории поля. / Н. Н. Боголюбов, А. А. Логунов, А. И. Оксак, И. Т. Тодоров. — М.: Наука, 2008. — 1006 с. — ISBN 978-5-02-035719-8.
12. Квантовая теория. Т. 12. Теория элементарных частиц, 1963—1985. — М.: Наука, 2009. — 784 с. — ISBN 978-5-02-035718-1.

### Монографии

#### Математика. Нелинейная механика
1. Крылов Н. М., Боголюбов H.H. Введение в нелинейную механику. — Киев: Изд-во АН УССР, 1937.
2. Боголюбов H.H., Митропольский Ю. А. Асимптотические методы в теории нелинейных колебаний. (3-е изд). — М.: Физматгиз, 1963.

#### Статистическая механика
1. Боголюбов Н. Н. О некоторых статистических методах в математической физике. — Киев.: Изд-во АН УССР, 1945.
2. Боголюбов Н. Н. Проблемы динамической теории в статистической физике. — М.-Л.: ОГИЗ. Гостехиздат, 1946.
3. Боголюбов Н. Н. Лекціï з квантовоï статистики. Питання статистичноï механіки квантових систем. — Київ, 1949.
4. Боголюбов Н. Н., Боголюбов Н. Н. (мл.). Введение в квантовую статистическую механику. — М.: Наука, 1984.
5. Боголюбов Н. Н., Толмачёв В. В., Ширков Д. В. Новый метод в теории сверхпроводимости. — М.: Изд-во АН СССР, 1958.

#### Квантовая теория
1. Боголюбов Н. Н., Ширков Д. В. Введение в теорию квантованных полей. — М.: Наука, 1957.
2. Боголюбов Н. Н., Медведев Б. В., Поливанов М. К. Вопросы теории дисперсионных соотношений. — М.: Физматгиз, 1958.
3. Боголюбов Н. Н., Логунов А. А., Тодоров И. Т. Основы аксиоматического подхода в квантовой теории поля. — М.: Наука, 1969.
4. Боголюбов Н. Н., Ширков Д. В. Квантовые поля. — М.: Наука, 1980. — 3-е изд: Физматлит, 2005. ISBN 5-9221-0580-9.
5. Боголюбов Н. Н., Логунов А. А., Оксак А. И., Тодоров И. Т. Общие принципы квантовой теории поля. — М.: Наука, 1987. — 2-е изд: Физматлит, 2006. ISBN 5-9221-0612-0.

#### Сборники статей и лекций
1. Боголюбов Н. Н. Избранные труды по статистической физике. — М.: Изд-во МГУ, 1979.
2. Боголюбов Н. Н. Избранные университетские лекции. — М.: Изд-во Московского университета, 2009.

### Избранные статьи
1. ↑  Н. Н. Боголюбов. Кинетические уравнения // Журнал экспериментальной и теоретической физики. — 1946. — Т. 16, вып. 8. — С. 691—702.
2. ↑  Н. Н. Боголюбов, К. П. Гуров. Кинетические уравнения в квантовой механике // Журнал экспериментальной и теоретической физики. — 1947. — Т. 17, вып. 7. — С. 614—628.
3. ↑  Н. Н. Боголюбов. К теории сверхтекучести // Изв. АН СССР. Сер. физ. — 1947. — Т. 11, № 1. — С. 77—90.
4. ↑  Н. Н. Боголюбов. Об одном вариационном принципе в задаче многих тел // Доклады АН СССР. — 1958. — Т. 119. — С. 244—246. Архивировано 5 августа 2023 года.
5. ↑  Н. Н. Боголюбов. О новом методе в теории сверхпроводимости. I // Журнал экспериментальной и теоретической физики. — 1958. — Т. 34, вып. 1. — С. 58—65. Архивировано 5 августа 2023 года.
6. ↑  В. В. Толмачев, С. В. Тябликов. О новом методе в теории сверхпроводимости. II // Журнал экспериментальной и теоретической физики. — 1958. — Т. 34, вып. 1. — С. 66—72. Архивировано 7 августа 2024 года.
7. ↑  Н. Н. Боголюбов. Условие причинности в квантовой теории поля // Изв. АН СССР. Сер. физ. — 1955. — Т. 19, № 2. — С. 237—246.
8. ↑  Н. Н. Боголюбов, Д. В. Ширков. О ренормализационной группе в квантовой электродинамике // Доклады АН СССР. — 1955. — Т. 103, № 2. — С. 203—206.
9. ↑  Н. Н. Боголюбов, Д. В. Ширков. Приложение ренормализационной группы к улучшению формул теории возмущений // Доклады АН СССР. — 1955. — Т. 103, № 3. — С. 391—394.
10. ↑  Н. Н. Боголюбов, О. С. Парасюк. К теории умножения причинных сингулярных функций // Доклады АН СССР. — 1955. — Т. 100, № 1. — С. 25—28.
11. ↑  Н. Н. Боголюбов, О. С. Парасюк. О вычитательном формализме при умножении причинных сингулярных функций // Доклады АН СССР. — 1955. — Т. 100, № 3. — С. 429—432.
12. ↑  О. С. Парасюк. К теории причинных сингулярных функций // Доклады АН СССР. — 1955. — Т. 100, № 4. — С. 643—645.
13. ↑  Б. В. Струминский. Магнитные моменты барионов в модели кварков // Препринт ОИЯИ. Р-1939. — 1965.
14. ↑  Н. Н. Боголюбов, Б. В. Струминский, А. Н. Тавхелидзе. К вопросу о составных моделях в теории элементарных частиц // Препринт ОИЯИ. Д-1968. — 1965. Архивировано 27 июля 2024 года.

Под редакцией Н. Н. Боголюбова выходили избранные труды Анри Пуанкаре, А. Н. Колмогорова, сборники научных статей по различным вопросам.